# SN 2000ay
SN 2000ay – supernowa odkryta 10 marca 2000 roku w galaktyce A090544-0139. W momencie odkrycia miała maksymalną jasność 19,80m.